# Joshua Fit the Battle of Jericho
〈Joshua Fit the Battle of Jericho〉, 그 밖에 〈Joshua Fought the Battle of Jericho〉 또는 〈Joshua Fit de Battle of Jericho〉는 크게 알려진 아프리카계 미국인 영가다.
19세기 초반에 노예가 작곡한 것으로 생각된다. 여러 출전들은 1865년 제이 로버츠라는 자가 저작권 등록을 했음을 제시해 주고 있다. 또한 1882년 M. G. 슬레이튼이 펴낸 《희년가》 및 마셜 W. 테일러가 펴낸 《부흥찬송가·대농장요집》에서 수록되어 있는 것이 확인되었다. 최초의 녹음은 1922년 해러즈 주벌리 싱어스의 파라마운트 레코드 녹음(No. 12116)이며, 한편 1924년에 녹음하였다고 하는 문헌 역시 있다. 해당 녹음의 이래로 폴 로브슨, 마할리아 잭슨, 카를라 워드, 로리 런던과 휴 로리, 엘비스 프레슬리 등 뭇사람이 그 뒤를 이어 녹음을 계속하고 있다.
1930년 마셜 바살러뮤가 본 곡을 자기 딴으로 편곡했다.
1941년, 작곡가 겸 지휘자인 모튼 구드가 악회악단(concert band)을 위한 악곡 《예리코 광시곡》(Jericho Rhapsody)의 본바탕으로서 갖다 썼다.
랄프 플래너건이 〈Joshua〉를 작명으로 녹음했다. 1950년 3월 1일, 명의를 랄프 플래너건과 그 오케스트라로 해서 뉴욕 시에서 본 곡을 녹음하고, RCA 빅터 레코드에서 일련번호 20-3724(미국)로 피로했다. 아울러 EMI의 히즈 마스터즈 보이스가 일련번호 B 9938, IP 604로 피로했다.
빙 크로스비가 자기 앨범 《101 Gang Songs》에서 메들리의 일부로서 이 곡을 녹음했다.
초기 판들을 둘러본다면 가사의 이곳저곳이 방언임을 볼 수 있는데, 예컨대 "fought" 대신 "fit"이 들어간 것이 그러하다. 본 곡의 주제 자체는 성경에 나오는 예리코 전투다. 이 전투에서 여호수아는 이스라엘 민족을 이끌고 가나안 사람에 맞서 싸운다. 그렇지만, 일단 주제를 떼어놓고 본다면 이 곡은 뭇 영가들과 마찬가지로 어쩌면 노예의 궁극적 해방에 대한 시사로도 보여질 수 있다. 이 점은 "그러자 장벽이 허물어졌습니다." 같은 곳에서 뻐드러진다. 이 곡의 활기찬 가락은 듣는 이로 하여금 힘과 고무를 줬을 것이다. 평론가 로버트 커밍스는 이렇게 평론한다. "이 경쾌하고도 활기에 찬 악곡은, 남북전쟁 전전에 만들어진 음악과는 사뭇 다르고, 한편 20세기 초 래그타임이나 재즈 뮤지컬에 견주자면 이 부류에 속하는 듯싶다. 본 곡의 마지막 대목, 그러니까 위에다 인용해 둔 부분이야말로, 이 곡의 가장 인상적인 대목이다. 음이 획 굴곡지더니, 붕괴의, 또 승리의 영광스러운 감각을 전해주는 것이다."